# Zemský okres Rastatt
Zemský okres Rastatt (německy Landkreis Rastatt) je zemský okres v německé spolkové zemi Bádensko-Württembersko, ve vládním obvodu Karlsruhe. Sídlem správy zemského okresu je město Rastatt. Má přibližně 227 tisíc obyvatel. 

## Města a obce
Města:
1. Bühl
2. Gaggenau
3. Gernsbach
4. Kuppenheim
5. Lichtenau
6. Rastatt

Obce:
1. Au am Rhein
2. Bietigheim
3. Bischweier
4. Bühlertal
5. Durmersheim
6. Elchesheim-Illingen
7. Forbach
8. Hügelsheim
9. Iffezheim
10. Loffenau
11. Muggensturm
12. Ötigheim
13. Ottersweier
14. Rheinmünster
15. Sinzheim
16. Steinmauern
17. Weisenbach